# Bystrzyk (dopływ Łomnicy)
Bystrzyk (niem. Tanengraben, Tonnengraben, Kleine Seifen) – potok górski, prawy dopływ Łomnicy o długości 3,44 km.
Potok płynie w Sudetach Zachodnich, w Karkonoszach, w woj. dolnośląskim. Jego źródła położone są na wysokości około 1150 m n.p.m., w północno-wschodniej części Śląskiego Grzbietu, na północnych zboczach Kopy. Płynie ku północy, później ku północnemu wschodowi i w Karpaczu uchodzi do Łomnicy. Po drodze zbiera kilka krótkich, bezimiennych potoków. W środkowym biegu płynie wąską, głęboko wciętą doliną o charakterze jaru.
Potok przecinają dwa szlaki turystyczne:
- w dolnym biegu zielony, prowadzący z Bierutowic do Wilczej Poręby;
- w środkowym biegu czerwony, prowadzący z Karpacza na Przełęcz pod Śnieżką.

W Bystrzyku występowało złoto, które było w średniowieczu wypłukiwane przez walończyków